# Eidsgata og Tverrgata

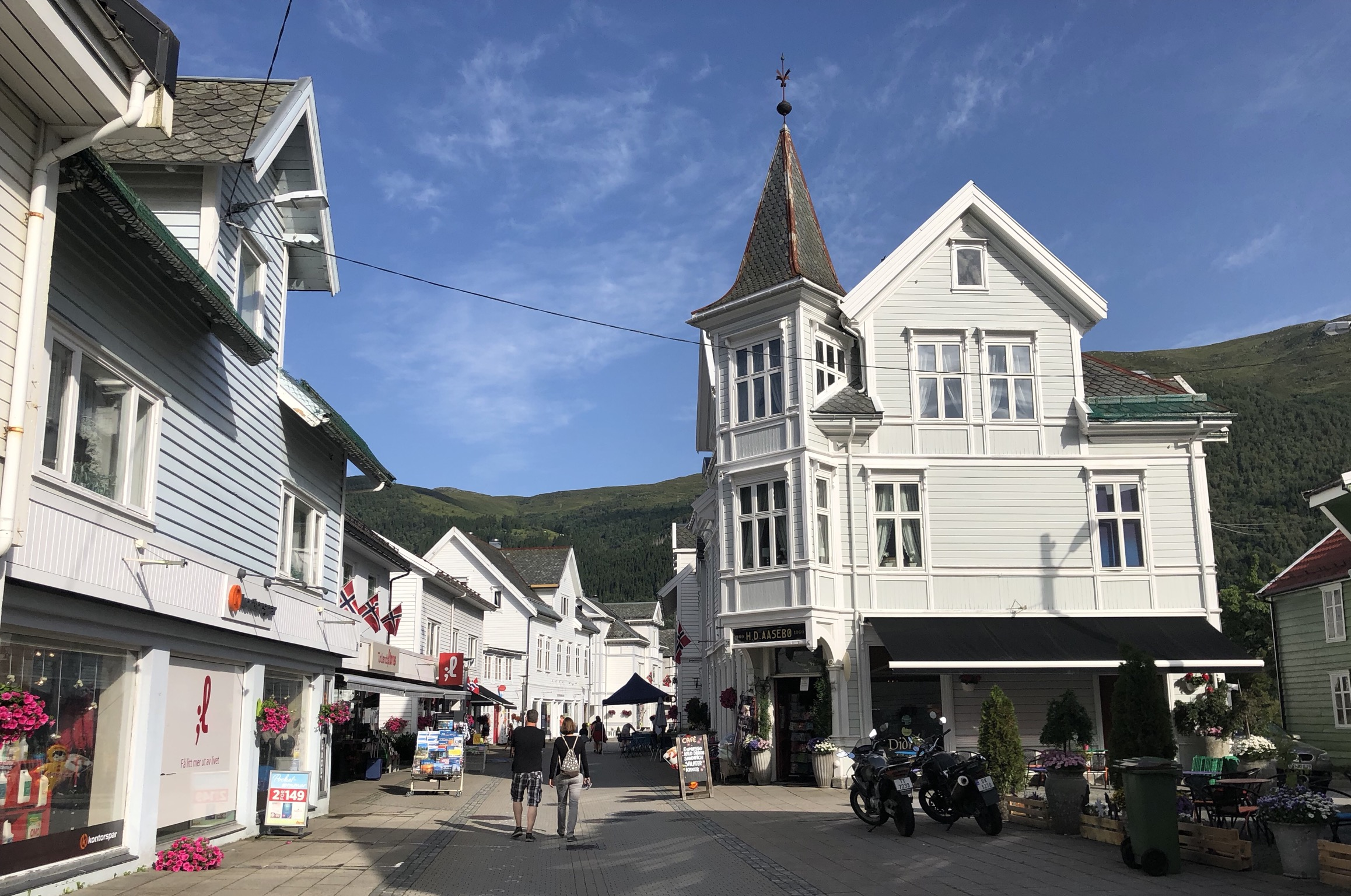
Blick durch die Eidsgata nach Norden, 2019

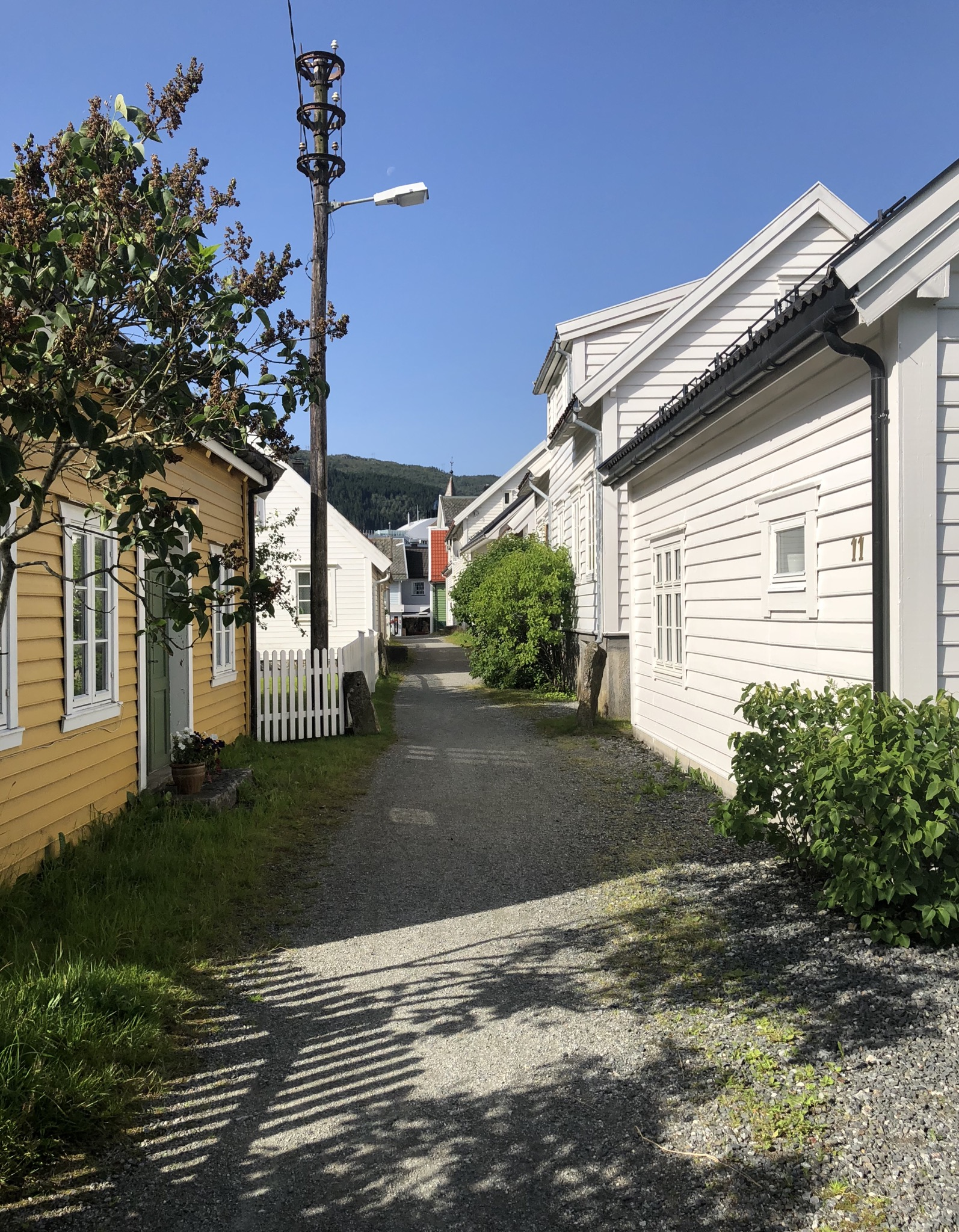
Tverrgata

Eidsgata og Tverrgata ist ein Denkmalbereich in Nordfjordeid in der norwegischen Kommune Stad.

## Lage
Er befindet sich im Ortszentrum von Nordfjordeid und wird von den namengebenden Straßen Eidsgata und Tverrgata gebildet. Die Eidsgata ist die von Süd nach Nord über etwa 800 Meter verlaufende Hauptstraße des Orts, auf die die schmale Tverrgata von Nordosten einmündet. Im Denkmalbereich befinden sich die als Einzeldenkmäler ausgewiesenen Objekte Hotel Yris, am südlichen Ende, und die Kirche von Eid, am nördlichen Ende.

## Architektur und Geschichte
Während die Eidsgata parallel zum Strand des Eidsfjord entstand, verband die quer dazu verlaufende Tverrgata den Hof Myklebust mit dem Strand. Der Denkmalbereich wird von zweigeschossigen weißen Holzhäusern geprägt, die ab den 1860er Jahren vor allem jedoch in der Zeit um 1900 entstanden, wobei die eingesetzten Hölzer zum Teil von früheren auch andernorts befindlichen Bauten stammen und somit älteren Ursprungs sein können. Die Gebäude dienten als Wohnhäuser und beherbergten im Erdgeschoss zugleich auch Geschäfte und Handwerksbetriebe. So gab es Schneider, Tischler, Schuster, Bäcker, eine Schmiede, eine Manufaktur und auch Gästehäuser. Viele Räume wurden auch an in Nordfjordeid stationierten Soldaten vermietet. Die Eidsgata wurde zur Geschäftsstraße des Orts.
Einige der Häuser sind im Schweizer Stil gehalten. Bemerkenswert ist das zentral an der Einmündung der Tverrgata auf die Eidsgata gelegene, mit einem Turm versehene Aasebøhuset sowie das im Drachenstil verzierte, von einem Börsenmakler errichtete Børsemakarhuset. Im Denkmalbereich befinden sich darüber hinaus das Bedehuset Betania und das Kulturhaus Kulturhuset Gamlebanken.
Die Gebäude entlang der schmalen Tverrgata sind kleiner und verfügen häufig nur über eine Grundstücksgröße von 250 m².